# Ne-Yo/Auszeichnungen für Musikverkäufe

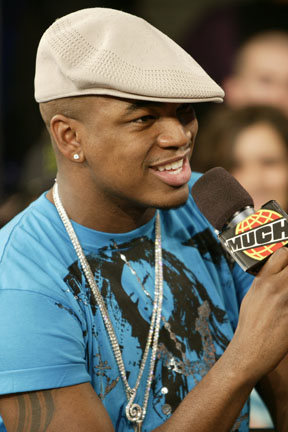
Ne-Yo (2007)

Dies ist eine Übersicht über die Auszeichnungen für Musikverkäufe des US-amerikanischen R&B-Sängers Ne-Yo. Die Auszeichnungen finden sich nach ihrer Art (Gold, Platin usw.), nach Staaten getrennt in chronologischer Reihenfolge, geordnet sowie nach den Tonträgern selbst, ebenfalls in chronologischer Reihenfolge, getrennt nach Medium (Alben, Singles usw.), wieder.

## Auszeichnungen
| - Frankreich - 2005: für die Autorenbeteiligung Let Me Love You (Mario) - Vereinigtes Königreich - 2010: für das Album Libra Scale - 2013: für die Single Turn Around - 2015: für das Album R.E.D. - 2020: für die Single She Knows - 2021: für die Single One in a Million - Australien - 2006: für die Single So Sick - 2007: für die Autorenbeteiligung Unfaithful (Rihanna) - 2009: für die Single Knock You Down - 2012: für die Single Turn Around - Belgien - 2007: für die Autorenbeteiligung Unfaithful (Rihanna) - 2013: für die Single Play Hard - Brasilien - 2024: für die Single Angels Cry - 2024: für die Single Knock You Down - 2024: für die Single She Knows - Dänemark - 2007: für die Single Closer - 2010: für die Autorenbeteiligung Russian Roulette (Rihanna) - 2012: für das Streaming Let’s Go - 2013: für das Streaming Right Now (Rihanna) - 2013: für das Streaming Turn Around - 2013: für das Streaming Let Me Love You (Until You Learn to Love Yourself) - 2013: für die Single Play Hard - 2014: für das Streaming So Sick - 2017: für die Autorenbeteiligung Let Me Love You (SJUR) - 2021: für die Single Hate That I Love You - 2024: für das Album Year of the Gentleman - 2025: für die Single Sexy Love - Deutschland - 2018: für die Single So Sick - 2018: für die Single Closer - 2018: für die Autorenbeteiligung Take a Bow (Rihanna) - 2018: für die Autorenbeteiligung Russian Roulette (Rihanna) - 2022: für die Autorenbeteiligung Irreplaceable (Beyoncé) - 2023: für die Single Hate That I Love You - Finnland - 2011: für die Single Give Me Everything - Frankreich - 2013: für die Single Play Hard - GCC - 2010: für das Album Year of the Gentleman - Italien - 2013: für die Single One in a Million - 2014: für das Album Libra Scale - 2021: für die Autorenbeteiligung Let Me Love You (Mario) - 2024: für die Single Miss Independent - 2025: für das Album Year of the Gentleman - Japan - 2007: für die Single So Sick (Mobile Downloads) - 2008: für die Single Sexy Love (Mobile Downloads) - 2008: für die Single Closer (Mobile Downloads) - 2009: für die Single Closer (Downloads) - 2010: für das Album Libra Scale - 2011: für die Single Because of You (Downloads) - 2012: für die Single Give Me Everything - 2014: für die Autorenbeteiligung Take a Bow (Rihanna) - Kanada - 2010: für das Album Year of the Gentleman - Neuseeland - 2007: für die Single Because of You - 2007: für die Single Hate That I Love You - 2009: für die Single Mad - 2010: für die Autorenbeteiligung Russian Roulette (Rihanna) - 2011: für die Autorenbeteiligung Pretty Girl Rock (Keri Hilson) - 2015: für die Single Turn Around - 2016: für die Single Higher Place - Niederlande - 2018: für die Autorenbeteiligung Let Me Love You (SJUR) - Österreich - 2014: für die Single Play Hard - Schweden - 2007: für die Autorenbeteiligung Unfaithful (Rihanna) - Schweiz - 2006: für die Autorenbeteiligung Unfaithful (Rihanna) - 2010: für die Autorenbeteiligung Russian Roulette (Rihanna) - 2013: für die Single Play Hard - Singapur - 2019: für das Album Year of the Gentleman - Spanien - 2010: für die Autorenbeteiligung Russian Roulette (Rihanna) - 2013: für das Streaming Play Hard - Vereinigte Staaten - 2005: für die Autorenbeteiligung Let Me Love You (Mario) - 2008: für den Mastertone Bust It Baby (Part 2) - 2009: für die Single So Sick - 2009: für die Single Sexy Love - 2015: für die Autorenbeteiligung Right Now (Rihanna) - 2020: für die Single Let’s Go - 2023: für die Single Baby by Me - 2024: für die Single Be on You - 2024: für die Single Never Knew I Needed - Vereinigtes Königreich - 2013: für das Album Because of You - 2019: für die Single Beautiful Monster - 2022: für die Single Mad - 2025: für die Single Baby by Me | - Australien - 2005: für die Autorenbeteiligung Let Me Love You (Mario) - 2007: für die Single Closer - 2012: für die Single Play Hard - 2015: für die Single Hate That I Love You - 2015: für die Autorenbeteiligung Russian Roulette (Rihanna) - 2015: für die Autorenbeteiligung Right Now (Rihanna) - Belgien - 2011: für die Single Give Me Everything - 2016: für die Single Higher Place - Brasilien - 2021: für die Single Let’s Go - 2023: für die Single Baby by Me - 2024: für die Single Beautiful Monster - 2024: für die Single Closer - 2024: für die Single Let Me Love You (Until You Learn to Love Yourself) - 2024: für die Single One in a Million - 2024: für die Single Sexy Love - 2024: für die Autorenbeteiligung Unfaithful (Rihanna) - 2024: für die Autorenbeteiligung Right Now (Rihanna) - Dänemark - 2007: für die Autorenbeteiligung Unfaithful (Rihanna) - 2008: für die Autorenbeteiligung Take a Bow (Rihanna) - 2011: für das Streaming Give Me Everything - 2013: für das Streaming Play Hard - 2022: für die Single Miss Independent - 2023: für die Autorenbeteiligung Irreplaceable (Beyoncé) - 2025: für die Single Because of You - Deutschland - 2017: für die Single Play Hard - 2022: für die Single Turn All the Lights On - 2023: für die Single Time of Our Lives - Italien - 2012: für die Autorenbeteiligung Russian Roulette (Rihanna) - 2013: für die Single Beautiful Monster - 2015: für die Single Time of Our Lives - Japan - 2006: für das Album In My Own Words - 2007: für das Album Because of You - 2008: für das Album Year of the Gentleman - 2009: für die Single Because of You (Mobile Downloads) - 2011: für das Album Ne-Yo: The Collection - Kanada - 2007: für den Ringtone Irreplaceable (Beyoncé) - 2012: für die Single Let’s Go - Neuseeland - 2008: für die Autorenbeteiligung Take a Bow (Rihanna) - 2009: für die Single Closer - 2012: für die Single Turn All the Lights On - 2015: für die Single Play Hard - 2015: für die Single Let Me Love You (Until You Learn to Love Yourself) - 2022: für das Album In My Own Words - 2022: für die Autorenbeteiligung Unfaithful (Rihanna) - 2022: für die Autorenbeteiligung Spotlight (Jennifer Hudson) - 2025: für das Album Because of You - Norwegen - 2019: für die Autorenbeteiligung Let Me Love You (SJUR) - Österreich - 2011: für die Single Give Me Everything - Portugal - 2024: für die Single So Sick - Russland - 2011: für die Single Give Me Everything - Schweden - 2012: für die Autorenbeteiligung Russian Roulette (Rihanna) - 2013: für die Single Let’s Go - 2013: für die Autorenbeteiligung Right Now (Rihanna) - 2015: für die Single Time of Our Lives - 2017: für die Autorenbeteiligung Let Me Love You (SJUR) - Spanien - 2015: für die Single Time of Our Lives - 2024: für die Single Play Hard - Vereinigte Staaten - 2006: für den Mastertone Let Me Love You (Mario) - 2006: für den Mastertone So Sick - 2007: für den Mastertone Unfaithful (Rihanna) - 2007: für den Mastertone Sexy Love - 2007: für den Mastertone Make Me Better - 2007: für das Album Because of You - 2008: für den Mastertone Take a Bow (Rihanna) - 2008: für die Single Closer - 2009: für das Album Year of the Gentleman - 2009: für die Single Miss Independent - 2009: für die Single Mad - 2011: für die Autorenbeteiligung Pretty Girl Rock (Keri Hilson) - 2013: für die Single Let Me Love You (Until You Learn to Love Yourself) - 2015: für die Single She Knows - 2016: für die Single Bust It Baby (Part 2) - 2020: für die Single Leave You Alone - Vereinigtes Königreich - 2016: für das Album In My Own Words - 2017: für die Single Closer - 2017: für die Single Play Hard - 2018: für die Autorenbeteiligung Unfaithful (Rihanna) - 2018: für die Single Knock You Down - 2019: für die Autorenbeteiligung Spotlight (Jennifer Hudson) - 2019: für die Autorenbeteiligung Russian Roulette (Rihanna) - 2020: für die Single Let’s Go - 2020: für die Single Let Me Love You (Until You Learn to Love Yourself) - 2022: für die Single Because of You - 2023: für die Single Hate That I Love You - 2023: für die Single Sexy Love | - Deutschland - 2023: für die Autorenbeteiligung Let Me Love You (Mario) - 2023: für die Autorenbeteiligung Unfaithful (Rihanna) - Australien - 2012: für die Single Let Me Love You (Until You Learn to Love Yourself) - 2012: für die Single Turn All the Lights On - 2017: für die Single Time of Our Lives - 2023: für die Single Let’s Go - Brasilien - 2024: für die Single Because of You - 2024: für die Single Mad - Dänemark - 2023: für die Single Time of Our Lives - 2023: für die Single Give Me Everything - 2023: für die Autorenbeteiligung Let Me Love You (Mario) - 2024: für die Single So Sick - Deutschland - 2025: für die Single Give Me Everything - Italien - 2011: für die Single Give Me Everything - Japan - 2007: für den Ringtone Because of You - 2007: für den Ringtone So Sick - Mexiko - 2012: für die Single Give Me Everything - Neuseeland - 2025: für das Album Year of the Gentleman - Portugal - 2024: für die Single Give Me Everything - Schweiz - 2012: für die Single Give Me Everything - Spanien - 2024: für die Single Give Me Everything - Vereinigte Staaten - 2011: für die Single Knock You Down - 2014: für die Autorenbeteiligung Russian Roulette (Rihanna) - 2017: für die Single Because of You - 2020: für das Album In My Own Words - 2022: für die Single Me quedaré contigo (Latin) - Vereinigtes Königreich - 2010: für das Album Year of the Gentleman - 2021: für die Autorenbeteiligung Irreplaceable (Beyoncé) - 2022: für die Autorenbeteiligung Take a Bow (Rihanna) - 2023: für die Single So Sick - 2023: für die Single Miss Independent - 2024: für die Single Time of Our Lives - Australien - 2015: für die Autorenbeteiligung Take a Bow (Rihanna) - Brasilien - 2022: für die Autorenbeteiligung Irreplaceable (Beyoncé) - 2024: für die Single So Sick - Italien - 2014: für die Single Play Hard - Kanada - 2021: für die Autorenbeteiligung Irreplaceable (Beyoncé) - Neuseeland - 2023: für die Single Knock You Down - 2024: für die Single Miss Independent - 2024: für die Autorenbeteiligung Irreplaceable (Beyoncé) - Spanien - 2008: für die Single Hate That I Love You - Vereinigte Staaten - 2007: für den Mastertone Irreplaceable (Beyoncé) - 2015: für die Autorenbeteiligung Unfaithful (Rihanna) - 2024: für die Single Hate That I Love You - Vereinigtes Königreich - 2023: für die Single Give Me Everything - 2023: für die Autorenbeteiligung Let Me Love You (Mario) - Neuseeland - 2025: für die Single So Sick - Neuseeland - 2024: für die Single Time of Our Lives - 2025: für die Single Give Me Everything - Schweden - 2012: für die Single Give Me Everything - Vereinigte Staaten - 2022: für die Single Time of Our Lives - Australien - 2011: für die Single Give Me Everything - Neuseeland - 2024: für die Autorenbeteiligung Let Me Love You (Mario) - Vereinigte Staaten - 2022: für die Autorenbeteiligung Take a Bow (Rihanna) - Australien - 2024: für die Autorenbeteiligung Irreplaceable (Beyoncé) - Kanada - 2013: für die Single Give Me Everything - Norwegen - 2012: für die Single Give Me Everything - Vereinigte Staaten - 2024: für die Autorenbeteiligung Irreplaceable (Beyoncé) - Brasilien - 2024: für die Single Miss Independent - 2024: für die Single Hate That I Love You - 2024: für die Autorenbeteiligung Take a Bow (Rihanna) - Vereinigte Staaten - 2024: für die Single Give Me Everything |

## Auszeichnungen nach Alben

### In My Own Words
| Land/Region                  | Auszeichnungen für Musikverkäufe (Land/Region, Auszeichnung, Verkäufe) | Verkäufe  |
| ---------------------------- | ---------------------------------------------------------------------- | --------- |
| Neuseeland (RMNZ)            | Platin                                                                 | 15.000    |
| Japan (RIAJ)                 | Platin                                                                 | 250.000   |
| Vereinigte Staaten (RIAA)    | 2× Platin                                                              | 2.000.000 |
| Vereinigtes Königreich (BPI) | Platin                                                                 | 300.000   |
| Insgesamt                    | 5× Platin ·                                                            | 2.565.000 |

### Because of You
| Land/Region                  | Auszeichnungen für Musikverkäufe (Land/Region, Auszeichnung, Verkäufe) | Verkäufe  |
| ---------------------------- | ---------------------------------------------------------------------- | --------- |
| Japan (RIAJ)                 | Platin                                                                 | 250.000   |
| Neuseeland (RMNZ)            | Platin                                                                 | 15.000    |
| Vereinigte Staaten (RIAA)    | Platin                                                                 | 1.000.000 |
| Vereinigtes Königreich (BPI) | Gold                                                                   | 100.000   |
| Insgesamt                    | 1× Gold · 3× Platin ·                                                  | 1.365.000 |

### Year of the Gentleman
| Land/Region                  | Auszeichnungen für Musikverkäufe (Land/Region, Auszeichnung, Verkäufe) | Verkäufe  |
| ---------------------------- | ---------------------------------------------------------------------- | --------- |
| Dänemark (IFPI)              | Gold                                                                   | 10.000    |
| Golf-Kooperationsrat (IFPI)  | Gold                                                                   | 3.000     |
| Italien (FIMI)               | Gold                                                                   | 25.000    |
| Japan (RIAJ)                 | Platin                                                                 | 250.000   |
| Kanada (MC)                  | Gold                                                                   | 40.000    |
| Neuseeland (RMNZ)            | 2× Platin                                                              | 30.000    |
| Singapur (RIAS)              | Gold                                                                   | 5.000     |
| Vereinigte Staaten (RIAA)    | Platin                                                                 | 1.000.000 |
| Vereinigtes Königreich (BPI) | 2× Platin                                                              | 600.000   |
| Insgesamt                    | 5× Gold · 6× Platin ·                                                  | 1.963.000 |

### Ne-Yo: The Collection
| Land/Region  | Auszeichnungen für Musikverkäufe (Land/Region, Auszeichnung, Verkäufe) | Verkäufe |
| ------------ | ---------------------------------------------------------------------- | -------- |
| Japan (RIAJ) | Platin                                                                 | 250.000  |
| Insgesamt    | 1× Platin ·                                                            | 250.000  |

### Libra Scale
| Land/Region                  | Auszeichnungen für Musikverkäufe (Land/Region, Auszeichnung, Verkäufe) | Verkäufe |
| ---------------------------- | ---------------------------------------------------------------------- | -------- |
| Italien (FIMI)               | Gold                                                                   | 25.000   |
| Japan (RIAJ)                 | Gold                                                                   | 100.000  |
| Vereinigtes Königreich (BPI) | Silber                                                                 | 60.000   |
| Insgesamt                    | 1× Silber · 2× Gold ·                                                  | 185.000  |

### R.E.D.
| Land/Region                  | Auszeichnungen für Musikverkäufe (Land/Region, Auszeichnung, Verkäufe) | Verkäufe |
| ---------------------------- | ---------------------------------------------------------------------- | -------- |
| Vereinigtes Königreich (BPI) | Silber                                                                 | 60.000   |
| Insgesamt                    | 1× Silber ·                                                            | 60.000   |

## Auszeichnungen nach Singles

### So Sick
| Land/Region                  | Auszeichnungen für Musikverkäufe (Land/Region, Auszeichnung, Verkäufe) | Verkäufe  |
| ---------------------------- | ---------------------------------------------------------------------- | --------- |
| Australien (ARIA)            | Gold                                                                   | 35.000    |
| Brasilien (PMB)              | 3× Platin                                                              | 180.000   |
| Dänemark (IFPI)              | 2× Platin                                                              | 180.000   |
| Deutschland (BVMI)           | Gold                                                                   | 150.000   |
| Japan (RIAJ)                 | Gold (Mobile Downloads) · + 2× Platin (Ringtone)                       | 600.000   |
| Neuseeland (RMNZ)            | 4× Platin                                                              | 120.000   |
| Portugal (AFP)               | Platin                                                                 | 10.000    |
| Südkorea (KMCA)              | —                                                                      | 464.460   |
| Vereinigte Staaten (RIAA)    | Gold (Single) · + Platin (Mastertone)                                  | 1.500.000 |
| Vereinigtes Königreich (BPI) | 2× Platin                                                              | 1.200.000 |
| Insgesamt                    | 4× Gold · 15× Platin ·                                                 | 4.439.460 |

### Sexy Love
| Land/Region                  | Auszeichnungen für Musikverkäufe (Land/Region, Auszeichnung, Verkäufe) | Verkäufe  |
| ---------------------------- | ---------------------------------------------------------------------- | --------- |
| Brasilien (PMB)              | Platin                                                                 | 60.000    |
| Dänemark (IFPI)              | Gold                                                                   | 45.000    |
| Japan (RIAJ)                 | Gold                                                                   | 100.000   |
| Vereinigte Staaten (RIAA)    | Gold (Single) · + Platin (Mastertone)                                  | 1.500.000 |
| Vereinigtes Königreich (BPI) | Platin                                                                 | 600.000   |
| Insgesamt                    | 3× Gold · 3× Platin ·                                                  | 2.305.000 |

### Because of You
| Land/Region                  | Auszeichnungen für Musikverkäufe (Land/Region, Auszeichnung, Verkäufe)  | Verkäufe  |
| ---------------------------- | ----------------------------------------------------------------------- | --------- |
| Brasilien (PMB)              | 2× Platin                                                               | 120.000   |
| Dänemark (IFPI)              | Platin                                                                  | 90.000    |
| Japan (RIAJ)                 | Gold (Downloads) · + Platin (Mobile Downloads) · + 2× Platin (Ringtone) | 850.000   |
| Neuseeland (RMNZ)            | Gold                                                                    | 7.500     |
| Südkorea (KMCA)              | —                                                                       | 285.777   |
| Vereinigte Staaten (RIAA)    | 2× Platin                                                               | 2.000.000 |
| Vereinigtes Königreich (BPI) | Platin                                                                  | 600.000   |
| Insgesamt                    | 2× Gold · 9× Platin ·                                                   | 3.953.277 |

### Make Me Better
| Land/Region               | Auszeichnungen für Musikverkäufe (Land/Region, Auszeichnung, Verkäufe) | Verkäufe  |
| ------------------------- | ---------------------------------------------------------------------- | --------- |
| Vereinigte Staaten (RIAA) | Platin                                                                 | 1.000.000 |
| Insgesamt                 | 1× Platin ·                                                            | 1.000.000 |

### Hate That I Love You
| Land/Region                  | Auszeichnungen für Musikverkäufe (Land/Region, Auszeichnung, Verkäufe) | Verkäufe  |
| ---------------------------- | ---------------------------------------------------------------------- | --------- |
| Australien (ARIA)            | Platin                                                                 | 70.000    |
| Brasilien (PMB)              | Diamant                                                                | 250.000   |
| Dänemark (IFPI)              | Gold                                                                   | 45.000    |
| Deutschland (BVMI)           | Gold                                                                   | 150.000   |
| Neuseeland (RMNZ)            | Gold                                                                   | 7.500     |
| Spanien (Promusicae)         | 3× Platin                                                              | 60.000    |
| Vereinigte Staaten (RIAA)    | 3× Platin                                                              | 3.000.000 |
| Vereinigtes Königreich (BPI) | Platin                                                                 | 600.000   |
| Insgesamt                    | 3× Gold · 8× Platin · 1× Diamant ·                                     | 4.182.500 |

### Bust It Baby (Part 2)
| Land/Region               | Auszeichnungen für Musikverkäufe (Land/Region, Auszeichnung, Verkäufe) | Verkäufe  |
| ------------------------- | ---------------------------------------------------------------------- | --------- |
| Vereinigte Staaten (RIAA) | Platin (Single) · + Gold (Mastertone)                                  | 1.500.000 |
| Insgesamt                 | 1× Gold · 1× Platin ·                                                  | 1.500.000 |

### Closer
| Land/Region                  | Auszeichnungen für Musikverkäufe (Land/Region, Auszeichnung, Verkäufe) | Verkäufe  |
| ---------------------------- | ---------------------------------------------------------------------- | --------- |
| Australien (ARIA)            | Platin                                                                 | 70.000    |
| Brasilien (PMB)              | Platin                                                                 | 60.000    |
| Dänemark (IFPI)              | Gold                                                                   | 7.500     |
| Deutschland (BVMI)           | Gold                                                                   | 150.000   |
| Japan (RIAJ)                 | Gold (Downloads) · + Gold (Mobile Downloads)                           | 200.000   |
| Neuseeland (RMNZ)            | Platin                                                                 | 15.000    |
| Vereinigte Staaten (RIAA)    | Platin                                                                 | 1.000.000 |
| Vereinigtes Königreich (BPI) | Platin                                                                 | 600.000   |
| Insgesamt                    | 4× Gold · 5× Platin ·                                                  | 2.102.500 |

### Miss Independent
| Land/Region                  | Auszeichnungen für Musikverkäufe (Land/Region, Auszeichnung, Verkäufe) | Verkäufe  |
| ---------------------------- | ---------------------------------------------------------------------- | --------- |
| Brasilien (PMB)              | Diamant                                                                | 250.000   |
| Dänemark (IFPI)              | Platin                                                                 | 90.000    |
| Italien (FIMI)               | Gold                                                                   | 50.000    |
| Neuseeland (RMNZ)            | 3× Platin                                                              | 90.000    |
| Vereinigte Staaten (RIAA)    | Platin                                                                 | 1.000.000 |
| Vereinigtes Königreich (BPI) | 2× Platin                                                              | 1.200.000 |
| Insgesamt                    | 1× Gold · 7× Platin · 1× Diamant ·                                     | 2.670.000 |

### Mad
| Land/Region                  | Auszeichnungen für Musikverkäufe (Land/Region, Auszeichnung, Verkäufe) | Verkäufe  |
| ---------------------------- | ---------------------------------------------------------------------- | --------- |
| Brasilien (PMB)              | 2× Platin                                                              | 120.000   |
| Neuseeland (RMNZ)            | Gold                                                                   | 7.500     |
| Südkorea (KMCA)              | —                                                                      | 352.784   |
| Vereinigte Staaten (RIAA)    | Platin                                                                 | 1.000.000 |
| Vereinigtes Königreich (BPI) | Gold                                                                   | 400.000   |
| Insgesamt                    | 2× Gold · 3× Platin ·                                                  | 1.880.284 |

### Knock You Down
| Land/Region                  | Auszeichnungen für Musikverkäufe (Land/Region, Auszeichnung, Verkäufe) | Verkäufe  |
| ---------------------------- | ---------------------------------------------------------------------- | --------- |
| Australien (ARIA)            | Gold                                                                   | 35.000    |
| Brasilien (PMB)              | Gold                                                                   | 30.000    |
| Neuseeland (RMNZ)            | 3× Platin                                                              | 90.000    |
| Vereinigte Staaten (RIAA)    | 2× Platin                                                              | 2.000.000 |
| Vereinigtes Königreich (BPI) | Platin                                                                 | 600.000   |
| Insgesamt                    | 2× Gold · 6× Platin ·                                                  | 2.755.000 |

### What You Do
| Land/Region     | Auszeichnungen für Musikverkäufe (Land/Region, Auszeichnung, Verkäufe) | Verkäufe |
| --------------- | ---------------------------------------------------------------------- | -------- |
| Südkorea (KMCA) | —                                                                      | 189.469  |
| Insgesamt       | —                                                                      | 189.469  |

### Be on You
| Land/Region               | Auszeichnungen für Musikverkäufe (Land/Region, Auszeichnung, Verkäufe) | Verkäufe |
| ------------------------- | ---------------------------------------------------------------------- | -------- |
| Vereinigte Staaten (RIAA) | Gold                                                                   | 500.000  |
| Insgesamt                 | 1× Gold ·                                                              | 500.000  |

### Baby by Me
| Land/Region                  | Auszeichnungen für Musikverkäufe (Land/Region, Auszeichnung, Verkäufe) | Verkäufe  |
| ---------------------------- | ---------------------------------------------------------------------- | --------- |
| Brasilien (PMB)              | Platin                                                                 | 60.000    |
| Südkorea (KMCA)              | —                                                                      | 211.201   |
| Vereinigte Staaten (RIAA)    | Gold                                                                   | 500.000   |
| Vereinigtes Königreich (BPI) | Gold                                                                   | 400.000   |
| Insgesamt                    | 2× Gold · 1× Platin ·                                                  | 1.171.201 |

### Never Knew I Needed
| Land/Region               | Auszeichnungen für Musikverkäufe (Land/Region, Auszeichnung, Verkäufe) | Verkäufe |
| ------------------------- | ---------------------------------------------------------------------- | -------- |
| Südkorea (KMCA)           | —                                                                      | 257.176  |
| Vereinigte Staaten (RIAA) | Gold                                                                   | 500.000  |
| Insgesamt                 | 1× Gold ·                                                              | 757.176  |

### Angels Cry
| Land/Region     | Auszeichnungen für Musikverkäufe (Land/Region, Auszeichnung, Verkäufe) | Verkäufe |
| --------------- | ---------------------------------------------------------------------- | -------- |
| Brasilien (PMB) | Gold                                                                   | 30.000   |
| Südkorea (KMCA) | —                                                                      | 341.862  |
| Insgesamt       | 1× Gold ·                                                              | 371.862  |

### Beautiful Monster
| Land/Region                  | Auszeichnungen für Musikverkäufe (Land/Region, Auszeichnung, Verkäufe) | Verkäufe  |
| ---------------------------- | ---------------------------------------------------------------------- | --------- |
| Brasilien (PMB)              | Platin                                                                 | 60.000    |
| Italien (FIMI)               | Platin                                                                 | 30.000    |
| Südkorea (KMCA)              | —                                                                      | 578.050   |
| Vereinigtes Königreich (BPI) | Gold                                                                   | 400.000   |
| Insgesamt                    | 1× Gold · 2× Platin ·                                                  | 1.068.050 |

### One in a Million
| Land/Region                  | Auszeichnungen für Musikverkäufe (Land/Region, Auszeichnung, Verkäufe) | Verkäufe |
| ---------------------------- | ---------------------------------------------------------------------- | -------- |
| Brasilien (PMB)              | Platin                                                                 | 60.000   |
| Italien (FIMI)               | Gold                                                                   | 15.000   |
| Südkorea (KMCA)              | —                                                                      | 339.515  |
| Vereinigtes Königreich (BPI) | Silber                                                                 | 200.000  |
| Insgesamt                    | 1× Silber · 1× Gold · 1× Platin ·                                      | 614.515  |

### Give Me Everything
| Land/Region                  | Auszeichnungen für Musikverkäufe (Land/Region, Auszeichnung, Verkäufe) | Verkäufe   |
| ---------------------------- | ---------------------------------------------------------------------- | ---------- |
| Australien (ARIA)            | 6× Platin                                                              | 420.000    |
| Belgien (BRMA)               | Platin                                                                 | 30.000     |
| Dänemark (IFPI)              | 2× Platin                                                              | 180.000    |
| Deutschland (BVMI)           | 2× Platin                                                              | 1.200.000  |
| Finnland (IFPI)              | Gold                                                                   | 5.646      |
| Frankreich (SNEP)            | —                                                                      | 169.500    |
| Italien (FIMI)               | 2× Platin                                                              | 60.000     |
| Japan (RIAJ)                 | Gold                                                                   | 100.000    |
| Kanada (MC)                  | 7× Platin                                                              | 560.000    |
| Mexiko (AMPROFON)            | 2× Platin                                                              | 120.000    |
| Neuseeland (RMNZ)            | 5× Platin                                                              | 150.000    |
| Norwegen (IFPI)              | 7× Platin                                                              | 70.000     |
| Österreich (IFPI)            | Platin                                                                 | 30.000     |
| Portugal (AFP)               | 2× Platin                                                              | 20.000     |
| Russland (NFPF)              | Platin                                                                 | 200.000    |
| Schweden (IFPI)              | 5× Platin                                                              | 200.000    |
| Schweiz (IFPI)               | 2× Platin                                                              | 60.000     |
| Spanien (Promusicae)         | 2× Platin                                                              | 120.000    |
| Vereinigte Staaten (RIAA)    | Diamant                                                                | 10.000.000 |
| Vereinigtes Königreich (BPI) | 3× Platin                                                              | 1.800.000  |
| Insgesamt                    | 2× Gold · 50× Platin · 1× Diamant ·                                    | 15.495.146 |

### Turn All the Lights On
| Land/Region        | Auszeichnungen für Musikverkäufe (Land/Region, Auszeichnung, Verkäufe) | Verkäufe |
| ------------------ | ---------------------------------------------------------------------- | -------- |
| Australien (ARIA)  | 2× Platin                                                              | 140.000  |
| Deutschland (BVMI) | Platin                                                                 | 300.000  |
| Neuseeland (RMNZ)  | Platin                                                                 | 15.000   |
| Insgesamt          | 4× Platin ·                                                            | 455.000  |

### Leave You Alone
| Land/Region               | Auszeichnungen für Musikverkäufe (Land/Region, Auszeichnung, Verkäufe) | Verkäufe  |
| ------------------------- | ---------------------------------------------------------------------- | --------- |
| Vereinigte Staaten (RIAA) | Platin                                                                 | 1.000.000 |
| Insgesamt                 | 1× Platin ·                                                            | 1.000.000 |

### Let’s Go
| Land/Region                  | Auszeichnungen für Musikverkäufe (Land/Region, Auszeichnung, Verkäufe) | Verkäufe  |
| ---------------------------- | ---------------------------------------------------------------------- | --------- |
| Australien (ARIA)            | 2× Platin                                                              | 140.000   |
| Brasilien (PMB)              | Platin                                                                 | 60.000    |
| Kanada (MC)                  | Platin                                                                 | 80.000    |
| Schweden (IFPI)              | Platin                                                                 | 40.000    |
| Vereinigte Staaten (RIAA)    | Gold                                                                   | 500.000   |
| Vereinigtes Königreich (BPI) | Platin                                                                 | 600.000   |
| Insgesamt                    | 1× Gold · 6× Platin ·                                                  | 1.420.000 |

### Let Me Love You (Until You Learn to Love Yourself)
| Land/Region                  | Auszeichnungen für Musikverkäufe (Land/Region, Auszeichnung, Verkäufe) | Verkäufe  |
| ---------------------------- | ---------------------------------------------------------------------- | --------- |
| Australien (ARIA)            | 2× Platin                                                              | 140.000   |
| Brasilien (PMB)              | Platin                                                                 | 60.000    |
| Neuseeland (RMNZ)            | Platin                                                                 | 15.000    |
| Vereinigte Staaten (RIAA)    | Platin                                                                 | 1.000.000 |
| Vereinigtes Königreich (BPI) | Platin                                                                 | 600.000   |
| Insgesamt                    | 6× Platin ·                                                            | 1.815.000 |

### Play Hard
| Land/Region                  | Auszeichnungen für Musikverkäufe (Land/Region, Auszeichnung, Verkäufe) | Verkäufe  |
| ---------------------------- | ---------------------------------------------------------------------- | --------- |
| Australien (ARIA)            | Platin                                                                 | 70.000    |
| Belgien (BRMA)               | Gold                                                                   | 15.000    |
| Dänemark (IFPI)              | Gold                                                                   | 15.000    |
| Deutschland (BVMI)           | Platin                                                                 | 300.000   |
| Frankreich (SNEP)            | Gold                                                                   | 100.300   |
| Italien (FIMI)               | 3× Platin                                                              | 90.000    |
| Neuseeland (RMNZ)            | Platin                                                                 | 15.000    |
| Österreich (IFPI)            | Gold                                                                   | 15.000    |
| Schweiz (IFPI)               | Gold                                                                   | 15.000    |
| Spanien (Promusicae)         | Platin                                                                 | 60.000    |
| Vereinigtes Königreich (BPI) | Platin                                                                 | 600.000   |
| Insgesamt                    | 5× Gold · 8× Platin ·                                                  | 1.295.300 |

### Turn Around
| Land/Region                  | Auszeichnungen für Musikverkäufe (Land/Region, Auszeichnung, Verkäufe) | Verkäufe |
| ---------------------------- | ---------------------------------------------------------------------- | -------- |
| Australien (ARIA)            | Gold                                                                   | 35.000   |
| Neuseeland (RMNZ)            | Gold                                                                   | 7.500    |
| Vereinigtes Königreich (BPI) | Silber                                                                 | 200.000  |
| Insgesamt                    | 2× Gold · 1× Platin ·                                                  | 242.500  |

### She Knows
| Land/Region                  | Auszeichnungen für Musikverkäufe (Land/Region, Auszeichnung, Verkäufe) | Verkäufe  |
| ---------------------------- | ---------------------------------------------------------------------- | --------- |
| Brasilien (PMB)              | Gold                                                                   | 30.000    |
| Vereinigte Staaten (RIAA)    | Platin                                                                 | 1.000.000 |
| Vereinigtes Königreich (BPI) | Silber                                                                 | 200.000   |
| Insgesamt                    | 1× Silber · 1× Gold · 1× Platin ·                                      | 1.230.000 |

### Time of Our Lives
| Land/Region                  | Auszeichnungen für Musikverkäufe (Land/Region, Auszeichnung, Verkäufe) | Verkäufe  |
| ---------------------------- | ---------------------------------------------------------------------- | --------- |
| Australien (ARIA)            | 2× Platin                                                              | 140.000   |
| Dänemark (IFPI)              | 2× Platin                                                              | 180.000   |
| Deutschland (BVMI)           | Platin                                                                 | 400.000   |
| Italien (FIMI)               | Platin                                                                 | 50.000    |
| Neuseeland (RMNZ)            | 5× Platin                                                              | 150.000   |
| Schweden (IFPI)              | Platin                                                                 | 40.000    |
| Spanien (Promusicae)         | Platin                                                                 | 40.000    |
| Vereinigte Staaten (RIAA)    | 5× Platin                                                              | 5.000.000 |
| Vereinigtes Königreich (BPI) | 2× Platin                                                              | 1.200.000 |
| Insgesamt                    | 20× Platin ·                                                           | 7.200.000 |

### Higher Place
| Land/Region       | Auszeichnungen für Musikverkäufe (Land/Region, Auszeichnung, Verkäufe) | Verkäufe |
| ----------------- | ---------------------------------------------------------------------- | -------- |
| Belgien (BRMA)    | Platin                                                                 | 30.000   |
| Neuseeland (RMNZ) | Gold                                                                   | 7.500    |
| Insgesamt         | 1× Gold · 1× Platin ·                                                  | 37.500   |

### Me quedaré contigo
| Land/Region               | Auszeichnungen für Musikverkäufe (Land/Region, Auszeichnung, Verkäufe) | Verkäufe |
| ------------------------- | ---------------------------------------------------------------------- | -------- |
| Vereinigte Staaten (RIAA) | 2× Platin                                                              | 120.000  |
| Insgesamt                 | 2× Platin ·                                                            | 120.000  |

## Auszeichnungen nach Liedern

### Cause I Said So
| Land/Region     | Auszeichnungen für Musikverkäufe (Land/Region, Auszeichnung, Verkäufe) | Verkäufe |
| --------------- | ---------------------------------------------------------------------- | -------- |
| Südkorea (KMCA) | —                                                                      | 351.476  |
| Insgesamt       | —                                                                      | 351.476  |

## Auszeichnungen nach Autorenbeteiligungen

### Let Me Love You (Mario)
| Land/Region                  | Auszeichnungen für Musikverkäufe (Land/Region, Auszeichnung, Verkäufe) | Verkäufe  |
| ---------------------------- | ---------------------------------------------------------------------- | --------- |
| Australien (ARIA)            | Platin                                                                 | 70.000    |
| Dänemark (IFPI)              | 2× Platin                                                              | 180.000   |
| Deutschland (BVMI)           | 3× Gold                                                                | 450.000   |
| Frankreich (SNEP)            | Silber                                                                 | 100.000   |
| Italien (FIMI)               | Gold                                                                   | 35.000    |
| Neuseeland (RMNZ)            | 6× Platin                                                              | 180.000   |
| Vereinigte Staaten (RIAA)    | Gold (Single) · + Platin (Mastertone)                                  | 1.500.000 |
| Vereinigtes Königreich (BPI) | 3× Platin                                                              | 1.800.000 |
| Insgesamt                    | 1× Silber · 3× Gold · 14× Platin ·                                     | 4.315.000 |

### Irreplaceable(Beyoncé)
| Land/Region                  | Auszeichnungen für Musikverkäufe (Land/Region, Auszeichnung, Verkäufe) | Verkäufe   |
| ---------------------------- | ---------------------------------------------------------------------- | ---------- |
| Australien (ARIA)            | 7× Platin                                                              | 490.000    |
| Brasilien (PMB)              | 3× Platin                                                              | 180.000    |
| Dänemark (IFPI)              | Platin                                                                 | 90.000     |
| Deutschland (BVMI)           | Gold                                                                   | 150.000    |
| Kanada (MC)                  | 3× Platin · + Platin (Ringtone)                                        | 280.000    |
| Neuseeland (RMNZ)            | 3× Platin                                                              | 90.000     |
| Vereinigte Staaten (RIAA)    | 8× Platin · + 3× Platin (Mastertone)                                   | 11.000.000 |
| Vereinigtes Königreich (BPI) | 2× Platin                                                              | 1.600.000  |
| Insgesamt                    | 1× Gold · 31× Platin ·                                                 | 13.880.000 |

### Unfaithful(Rihanna)
| Land/Region                  | Auszeichnungen für Musikverkäufe (Land/Region, Auszeichnung, Verkäufe) | Verkäufe  |
| ---------------------------- | ---------------------------------------------------------------------- | --------- |
| Australien (ARIA)            | Gold                                                                   | 35.000    |
| Belgien (BRMA)               | Gold                                                                   | 25.000    |
| Brasilien (PMB)              | Platin                                                                 | 60.000    |
| Dänemark (IFPI)              | Platin                                                                 | 15.000    |
| Deutschland (BVMI)           | 3× Gold                                                                | 450.000   |
| Neuseeland (RMNZ)            | Platin                                                                 | 30.000    |
| Schweden (IFPI)              | Gold                                                                   | 10.000    |
| Schweiz (IFPI)               | Gold                                                                   | 15.000    |
| Vereinigte Staaten (RIAA)    | 3× Platin (Single) · + Platin (Mastertone)                             | 4.000.000 |
| Vereinigtes Königreich (BPI) | Platin                                                                 | 600.000   |
| Insgesamt                    | 5× Gold · 9× Platin ·                                                  | 5.240.000 |

### Spotlight (Jennifer Hudson)
| Land/Region                  | Auszeichnungen für Musikverkäufe (Land/Region, Auszeichnung, Verkäufe) | Verkäufe |
| ---------------------------- | ---------------------------------------------------------------------- | -------- |
| Neuseeland (RMNZ)            | Platin                                                                 | 30.000   |
| Vereinigtes Königreich (BPI) | Platin                                                                 | 600.000  |
| Insgesamt                    | 2× Platin ·                                                            | 630.000  |

### Take a Bow(Rihanna)
| Land/Region                  | Auszeichnungen für Musikverkäufe (Land/Region, Auszeichnung, Verkäufe) | Verkäufe  |
| ---------------------------- | ---------------------------------------------------------------------- | --------- |
| Australien (ARIA)            | 3× Platin                                                              | 210.000   |
| Brasilien (PMB)              | Diamant                                                                | 250.000   |
| Dänemark (IFPI)              | Platin                                                                 | 15.000    |
| Deutschland (BVMI)           | Gold                                                                   | 150.000   |
| Japan (RIAJ)                 | Gold                                                                   | 100.000   |
| Neuseeland (RMNZ)            | Platin                                                                 | 15.000    |
| Südkorea (KMCA)              | —                                                                      | 537.407   |
| Vereinigte Staaten (RIAA)    | 6× Platin (Single) · + Platin (Mastertone)                             | 7.000.000 |
| Vereinigtes Königreich (BPI) | 2× Platin                                                              | 1.200.000 |
| Insgesamt                    | 2× Gold · 14× Platin · 1× Diamant ·                                    | 9.477.407 |

### Russian Roulette(Rihanna)
| Land/Region                  | Auszeichnungen für Musikverkäufe (Land/Region, Auszeichnung, Verkäufe) | Verkäufe  |
| ---------------------------- | ---------------------------------------------------------------------- | --------- |
| Australien (ARIA)            | Platin                                                                 | 70.000    |
| Dänemark (IFPI)              | Gold                                                                   | 15.000    |
| Deutschland (BVMI)           | Gold                                                                   | 150.000   |
| Frankreich (SNEP)            | —                                                                      | 135.000   |
| Italien (FIMI)               | Platin                                                                 | 30.000    |
| Neuseeland (RMNZ)            | Gold                                                                   | 7.500     |
| Schweden (IFPI)              | Platin                                                                 | 40.000    |
| Schweiz (IFPI)               | Gold                                                                   | 15.000    |
| Spanien (Promusicae)         | Gold                                                                   | 20.000    |
| Vereinigte Staaten (RIAA)    | 2× Platin                                                              | 2.000.000 |
| Vereinigtes Königreich (BPI) | Platin                                                                 | 600.000   |
| Insgesamt                    | 5× Gold · 6× Platin ·                                                  | 3.082.500 |

### Pretty Girl Rock(Keri Hilson)
| Land/Region               | Auszeichnungen für Musikverkäufe (Land/Region, Auszeichnung, Verkäufe) | Verkäufe  |
| ------------------------- | ---------------------------------------------------------------------- | --------- |
| Neuseeland (RMNZ)         | Gold                                                                   | 7.500     |
| Vereinigte Staaten (RIAA) | Platin                                                                 | 1.000.000 |
| Insgesamt                 | 1× Gold · 1× Platin ·                                                  | 1.007.500 |

### Right Now (Rihanna)
| Land/Region               | Auszeichnungen für Musikverkäufe (Land/Region, Auszeichnung, Verkäufe) | Verkäufe |
| ------------------------- | ---------------------------------------------------------------------- | -------- |
| Australien (ARIA)         | Platin                                                                 | 70.000   |
| Brasilien (PMB)           | Platin                                                                 | 60.000   |
| Schweden (IFPI)           | Platin                                                                 | 40.000   |
| Vereinigte Staaten (RIAA) | Gold                                                                   | 500.000  |
| Insgesamt                 | 1× Gold · 3× Platin ·                                                  | 670.000  |

### Let Me Love You (SJUR)
| Land/Region        | Auszeichnungen für Musikverkäufe (Land/Region, Auszeichnung, Verkäufe) | Verkäufe |
| ------------------ | ---------------------------------------------------------------------- | -------- |
| Dänemark (IFPI)    | Gold                                                                   | 45.000   |
| Niederlande (NVPI) | Gold                                                                   | 40.000   |
| Norwegen (IFPI)    | Platin                                                                 | 60.000   |
| Schweden (IFPI)    | Platin                                                                 | 40.000   |
| Insgesamt          | 2× Gold · 2× Platin ·                                                  | 185.000  |

## Auszeichnungen nach Musikstreamings

### So Sick
| Land/Region     | Auszeichnungen für Musikverkäufe (Land/Region, Auszeichnung, Verkäufe) | Verkäufe |
| --------------- | ---------------------------------------------------------------------- | -------- |
| Dänemark (IFPI) | Gold                                                                   | 900.000  |
| Insgesamt       | 1× Gold ·                                                              | 900.000  |

### Give Me Everything
| Land/Region     | Auszeichnungen für Musikverkäufe (Land/Region, Auszeichnung, Verkäufe) | Verkäufe |
| --------------- | ---------------------------------------------------------------------- | -------- |
| Dänemark (IFPI) | Platin                                                                 | 100.000  |
| Insgesamt       | 1× Platin ·                                                            | 100.000  |

### Let’s Go
| Land/Region     | Auszeichnungen für Musikverkäufe (Land/Region, Auszeichnung, Verkäufe) | Verkäufe |
| --------------- | ---------------------------------------------------------------------- | -------- |
| Dänemark (IFPI) | Gold                                                                   | 900.000  |
| Insgesamt       | 1× Gold ·                                                              | 900.000  |

### Let Me Love You (Until You Learn to Love Yourself)
| Land/Region     | Auszeichnungen für Musikverkäufe (Land/Region, Auszeichnung, Verkäufe) | Verkäufe |
| --------------- | ---------------------------------------------------------------------- | -------- |
| Dänemark (IFPI) | Gold                                                                   | 900.000  |
| Insgesamt       | 1× Gold ·                                                              | 900.000  |

### Play Hard
| Land/Region          | Auszeichnungen für Musikverkäufe (Land/Region, Auszeichnung, Verkäufe) | Verkäufe  |
| -------------------- | ---------------------------------------------------------------------- | --------- |
| Dänemark (IFPI)      | Platin                                                                 | 1.800.000 |
| Spanien (Promusicae) | Gold                                                                   | 4.000.000 |
| Insgesamt            | 1× Gold · 1× Platin ·                                                  | 5.000.000 |

### Turn Around
| Land/Region     | Auszeichnungen für Musikverkäufe (Land/Region, Auszeichnung, Verkäufe) | Verkäufe |
| --------------- | ---------------------------------------------------------------------- | -------- |
| Dänemark (IFPI) | Gold                                                                   | 900.000  |
| Insgesamt       | 1× Gold ·                                                              | 900.000  |

### Right Now
| Land/Region     | Auszeichnungen für Musikverkäufe (Land/Region, Auszeichnung, Verkäufe) | Verkäufe |
| --------------- | ---------------------------------------------------------------------- | -------- |
| Dänemark (IFPI) | Gold                                                                   | 900.000  |
| Insgesamt       | 1× Gold ·                                                              | 900.000  |

## Statistik und Quellen
| Land/RegionAuszeichnungen für Musikverkäufe (Land/Region, Auszeichnungen, Verkäufe, Quellen) | Silber     | Gold       | Platin         | Diamant     | Verkäufe   | Quellen                               |
| -------------------------------------------------------------------------------------------- | ---------- | ---------- | -------------- | ----------- | ---------- | ------------------------------------- |
| Australien (ARIA)                                                                            | —          | 4× Gold4   | 30× Platin30   | —           | 2.240.000  | aria.com.au                           |
| Belgien (BRMA)                                                                               | —          | 2× Gold2   | 2× Platin2     | —           | 100.000    | ultratop.be                           |
| Brasilien (PMB)                                                                              | —          | 3× Gold3   | 19× Platin19   | 3× Diamant3 | 1.980.000  | pro-musicabr.org.br                   |
| Dänemark (IFPI)                                                                              | —          | 12× Gold12 | 15× Platin15   | —           | 1.222.500  | ifpi.dk                               |
| Deutschland (BVMI)                                                                           | —          | 8× Gold8   | 7× Platin7     | —           | 4.000.000  | musikindustrie.de                     |
| Finnland (IFPI)                                                                              | —          | Gold1      | —              | —           | 5.646      | ifpi.fi                               |
| Frankreich (SNEP)                                                                            | Silber1    | Gold1      | —              | —           | 504.800    | infodisc.fr                           |
| Golf-Kooperationsrat (IFPI)                                                                  | —          | Gold1      | —              | —           | 3.000      | ifpi.org                              |
| Italien (FIMI)                                                                               | —          | 5× Gold5   | 8× Platin8     | —           | 410.000    | fimi.it                               |
| Japan (RIAJ)                                                                                 | —          | 8× Gold8   | 9× Platin9     | —           | 3.050.000  | riaj.or.jp JP2                        |
| Kanada (MC)                                                                                  | —          | Gold1      | 12× Platin12   | —           | 960.000    | musiccanada.com                       |
| Mexiko (AMPROFON)                                                                            | —          | —          | 2× Platin2     | —           | 120.000    | amprofon.com.mx                       |
| Neuseeland (RMNZ)                                                                            | —          | 7× Gold7   | 39× Platin39   | —           | 1.092.500  | aotearoamusiccharts.co.nz NZ2 NZ3 NZ4 |
| Niederlande (NVPI)                                                                           | —          | Gold1      | —              | —           | 40.000     | nvpi.nl                               |
| Norwegen (IFPI)                                                                              | —          | —          | 8× Platin8     | —           | 130.000    | ifpi.no                               |
| Österreich (IFPI)                                                                            | —          | Gold1      | Platin1        | —           | 45.000     | ifpi.at                               |
| Portugal (AFP)                                                                               | —          | —          | 3× Platin3     | —           | 30.000     | Einzelnachweise                       |
| Russland (NFPF)                                                                              | —          | —          | Platin1        | —           | 200.000    | Einzelnachweise                       |
| Schweden (IFPI)                                                                              | —          | Gold1      | 10× Platin10   | —           | 410.000    | sverigetopplistan.se                  |
| Schweiz (IFPI)                                                                               | —          | 3× Gold3   | 2× Platin2     | —           | 105.000    | hitparade.ch                          |
| Singapur (RIAS)                                                                              | —          | Gold1      | —              | —           | 5.000      | rias.org.sg                           |
| Spanien (Promusicae)                                                                         | —          | 2× Gold2   | 7× Platin7     | —           | 300.000    | elportaldemusica.es promusicae.es     |
| Südkorea (KMCA)                                                                              | —          | —          | —              | —           | 3.909.177  | Einzelnachweise                       |
| Vereinigte Staaten (RIAA)                                                                    | —          | 9× Gold9   | 54× Platin54   | Diamant1    | 66.620.000 | riaa.com                              |
| Vereinigtes Königreich (BPI)                                                                 | 5× Silber5 | 4× Gold4   | 30× Platin30   | —           | 19.220.000 | bpi.co.uk                             |
| Insgesamt                                                                                    | 6× Silber6 | 75× Gold75 | 259× Platin259 | 4× Diamant4 |            |                                       |